# Associazione Calcio Siena 1998-1999
Questa voce raccoglie le informazioni riguardanti l'Associazione Calcio Siena nelle competizioni ufficiali della stagione 1998-1999.

## Stagione
Nella stagione 1998-1999 il Siena ha disputato il girone A del campionato di Serie C1, e ha ottenuto la salvezza vincendo i play-out.

## Rosa

Andrea Orocini, tra i neoacquisti della stagione.

| N. |                   | Ruolo | Calciatore              |
| -- | ----------------- | ----- | ----------------------- |
|    | Italia (bandiera) | A     | Antonio Arcadio         |
|    | Italia (bandiera) | D     | Stefano Argilli         |
|    | Italia (bandiera) | P     | Federico Bigliazzi      |
|    | Italia (bandiera) | A     | Giorgio Bresciani       |
|    | Italia (bandiera) | A     | Carmine Daniel Caturano |
|    | Italia (bandiera) | A     | Claudio Clementi        |
|    | Italia (bandiera) | C     | Fiorenzo D'Ainzara      |
|    | Italia (bandiera) | C     | Emiliano De Julis       |
|    | Italia (bandiera) | C     | Valeriano Fiorin        |
|    | Italia (bandiera) | A     | Fabrizio Gamberi        |
|    | Italia (bandiera) | A     | Marco Ghizzani          |
|    | Italia (bandiera) | P     | Attilio Gregori         |
|    | Italia (bandiera) | C     | Mirko Laurentini        |

| N. |                   | Ruolo | Calciatore             |
| -- | ----------------- | ----- | ---------------------- |
|    | Italia (bandiera) | D     | Claudio Macchi         |
|    | Italia (bandiera) | C     | Omer Maffeis           |
|    | Italia (bandiera) | P     | Paolo Mancini          |
|    | Italia (bandiera) | D     | Emanuele Masini        |
|    | Italia (bandiera) | A     | Gianni Migliorini      |
|    | Italia (bandiera) | D     | Michele Mignani        |
|    | Italia (bandiera) | C     | Daniele Moretti        |
|    | Italia (bandiera) | C     | Andrea Orocini         |
|    | Italia (bandiera) | D     | Luca Pinton            |
|    | Italia (bandiera) | D     | Gian Battista Scugugia |
|    | Italia (bandiera) | A     | Alessandro Sturba      |
|    | Italia (bandiera) | D     | Gill Voria             |
|    | Italia (bandiera) | D     | Denis Zanardo          |

## Risultati

### Campionato

#### Girone di andata
| 6 settembre 1998 1ª giornata | Cittadella | 1 – 1 | Siena |  |

| 13 settembre 1998 2ª giornata | Siena | 0 – 0 | Montevarchi |  |

| 20 settembre 1998 3ª giornata | Lumezzane | 1 – 1 | Siena |  |

| 27 settembre 1998 4ª giornata | Siena | 1 – 1 | Alzano Virescit |  |

| 4 ottobre 1998 5ª giornata | Siena | 0 – 0 | Carrarese |  |

| 11 ottobre 1998 6ª giornata | Como | 0 – 0 | Siena |  |

| 18 ottobre 1998 7ª giornata | Siena | 1 – 3 | Modena |  |

| 25 ottobre 1998 8ª giornata | Padova | 3 – 0 | Siena |  |

| 8 novembre 1998 9ª giornata | Siena | 1 – 1 | Brescello |  |

| 15 novembre 1998 10ª giornata | Lecco | 1 – 0 | Siena |  |

| 22 novembre 1998 11ª giornata | Arezzo | 2 – 0 | Siena |  |

| 29 novembre 1998 12ª giornata | Siena | 0 – 1 | SPAL |  |

| 6 dicembre 1998 13ª giornata | Pistoiese | 0 – 0 | Siena |  |

| 13 dicembre 1998 14ª giornata | Siena | 0 – 1 | Varese |  |

| 20 dicembre 1998 15ª giornata | Livorno | 0 – 0 | Siena |  |

| 23 dicembre 1998 16ª giornata | Siena | 1 – 2 | Saronno |  |

| 6 gennaio 1999 17ª giornata | Carpi | 1 – 3 | Siena |  |

#### Girone di ritorno
| 10 gennaio 1999 18ª giornata | Siena | 0 – 0 | Cittadella |  |

| 17 gennaio 1999 19ª giornata | Montevarchi | 2 – 0 | Siena |  |

| 24 gennaio 1999 20ª giornata | Siena | 1 – 0 | Lumezzane |  |

| 31 gennaio 1999 21ª giornata | Alzano Virescit | 0 – 0 | Siena |  |

| 14 febbraio 1999 22ª giornata | Carrarese | 0 – 0 | Siena |  |

| 21 febbraio 1999 23ª giornata | Siena | 1 – 1 | Como |  |

| 28 febbraio 1999 24ª giornata | Modena | 1 – 0 | Siena |  |

| 7 marzo 1999 25ª giornata | Siena | 3 – 1 | Padova |  |

| 21 marzo 1999 26ª giornata | Brescello | 1 – 0 | Siena |  |

| 28 marzo 1999 27ª giornata | Siena | 1 – 0 | Lecco |  |

| 3 aprile 1999 28ª giornata | Siena | 2 – 0 | Arezzo |  |

| 11 aprile 1999 29ª giornata | SPAL | 0 – 1 | Siena |  |

| 18 aprile 1999 30ª giornata | Siena | 0 – 0 | Pistoiese |  |

| 25 aprile 1999 31ª giornata | Varese | 0 – 0 | Siena |  |

| 2 maggio 1999 32ª giornata | Siena | 1 – 1 | Livorno |  |

| 9 maggio 1999 33ª giornata | Saronno | 0 – 0 | Siena |  |

| 16 maggio 1999 34ª giornata | Siena | 4 – 1 | Carpi |  |